# Kaputa (Distrikt)

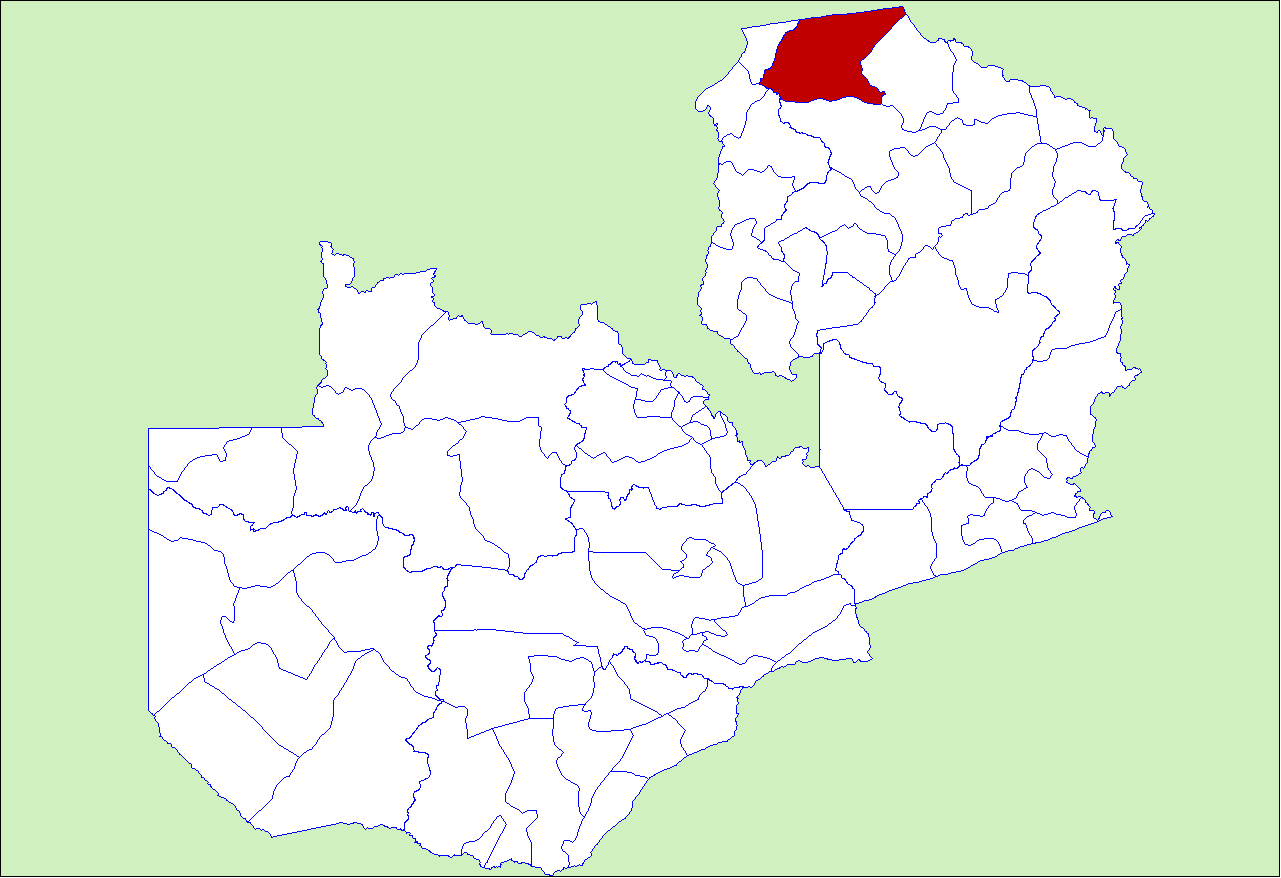
Ehemalige Ausdehnung des Distriktes bis zur Abspaltung des Distriktes Nsama

Kaputa ist einer von zwölf Distrikten in der Nordprovinz in Sambia mit einer Fläche von 5036 km² und 102.850 Einwohnern (2022). Im Februar 2012 wurde von ihm der Distrikt Nsama abgespalten. Seine Hauptstadt ist Kaputa.

## Geografie
Der Distrikt Kaputa grenzt im Norden an das Territorium Moba in der Provinz Tanganyika der Demokratischen Republik Kongo. In Sambia grenzt er im Osten an den Distrikt Nsama und den Mweru-Wantipa-See, im Süden an Mporokoso und im Westen an die Provinz Luapula mit den Distrikten Chiengi, Nchelenge und Kawambwa. In ihm liegt ein Teil des Mweru-Wantipa-Nationalparks.
Kaputa ist in 11 Wards aufgeteilt:
- Chipili
- Chiyilunda
- Choma
- Kaleulu
- Kalungwishi
- Kapulwa
- Mofwe
- Mowa
- Munkonge
- Mwawe
- Nkota

## Wirtschaft
Kaputa gehört zu den am wenigsten entwickelten Distrikten Sambias.